# 주재무관

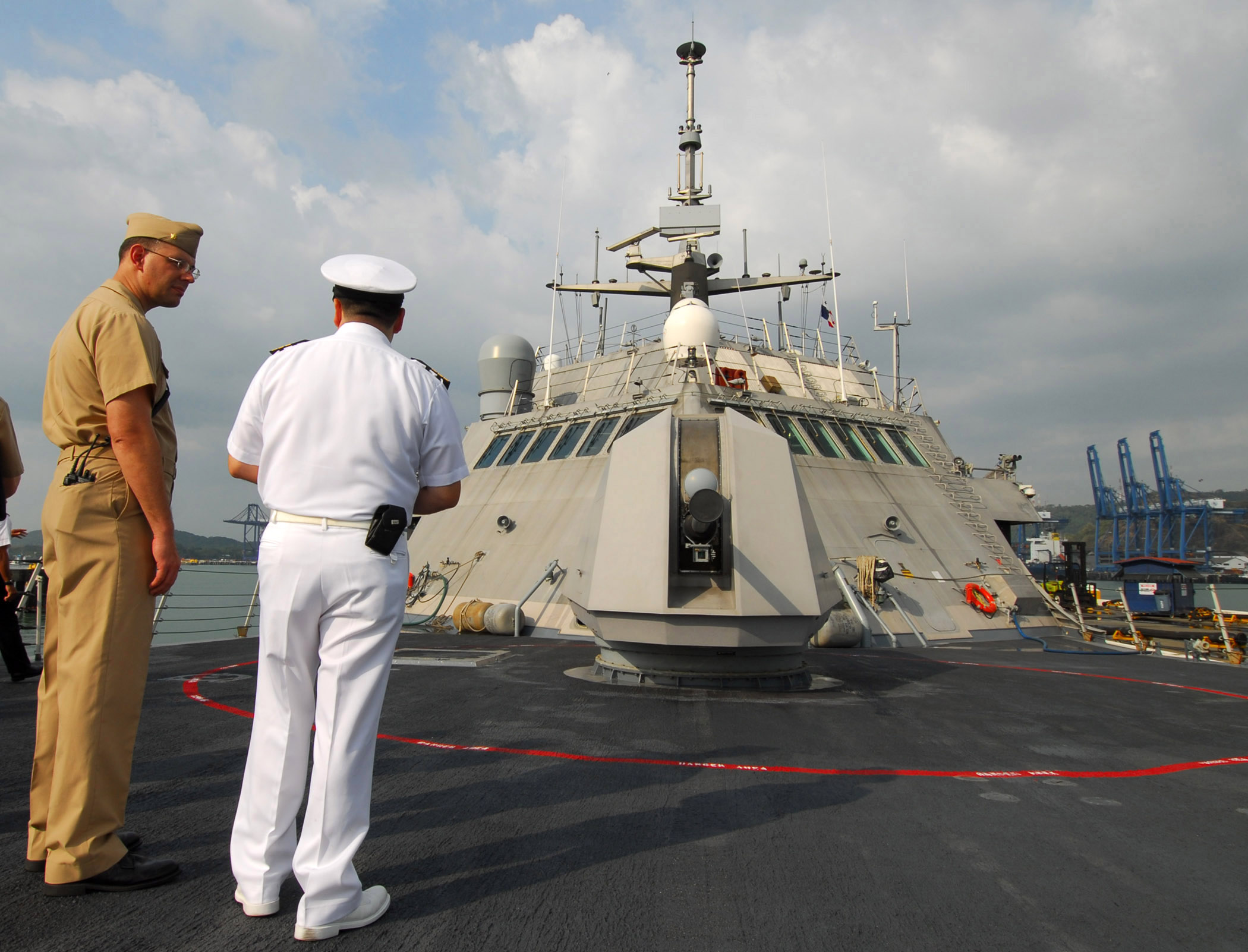
2010년 칠레의 방위 주재무관(왼쪽)이 USS 프리덤에서 군함의 부장으로부터 브리핑을 받고 있다.

주재무관(駐在武官, 영어: military attaché) 또는 국방무관(國防武官, 영어: defense attaché)은 외교 공관에 배속된 주재관 중 하나로서, 주로 고급 장교가 맡는다.

## 같이 보기
- 군수산업
- 외교관